# Batalha do Sabugal
A Batalha do Sabugal, travada em 3 de Abril de 1811, foi o último confronto importante entre as tropas francesas de Napoleão Bonaparte, comandadas por Massena, e as tropas anglo-lusas, sob o comando do Duque de Wellington, durante a Terceira Invasão Francesa. Foi uma importante vitória de Wellington e os franceses foram obrigados a retirar em direcção a Ciudad Rodrigo.

## Antecedentes
Um exército francês, sob o comando do Marechal André Massena, iniciou a invasão de Portugal em Julho de 1810. Após o Combate do Côa (24 de Julho de 1810) e da queda da praça de Almeida (27 de Agosto de 1810) dirigiu-se para Coimbra. Antes de atingir aquela cidade, sofreu o primeiro revés na Batalha do Buçaco (27 de Setembro de 1810). Após esta batalha, o exército de Massena contornou esta forte posição defensiva e chegou a Coimbra a 1 de Outubro tendo ocupado e saqueado a cidade. Dois dias depois reiniciou a marcha em direcção a Lisboa mas, a 11 de Outubro, atingiu as Linhas de Torres Vedras.
Perante este formidável sistema defensivo, Massena reconheceu que não dispunha de efectivos suficientes para superar um obstáculo tão grande. Assim, não podendo prosseguir na acção ofensiva que visava atingir Lisboa, decidiu preparar as suas tropas para passarem o Inverno frente às Linhas de Torres. Massena não podia continuar o avanço para Lisboa mas Wellington não queria sair das posições defensivas e arriscar uma batalha em campo aberto.  Surgia agora o problema de alimentar as tropas. Enquanto o exército anglo-luso podia receber pelo porto de Lisboa os abastecimentos vindos do exterior pois a marinha de guerra britânica dominava completamente os mares, o exército francês tinha de procurar os meios de subsistência no terreno onde se encontrava.
Esta situação criava as maiores dificuldades às tropas francesas porque, por um lado, encontravam-se agora num território de onde tinha sido retirada grande parte da população e quase tudo o que poderia garantir a subsistência do exército. Além destas condições adversas, as milícias sob o comando do Tenente-coronel Nicholas Trant e a Leal Legião Lusitana sob comando do Brigadeiro Robert Thomas Wilson, à retaguarda das forças francesas, eram preocupação constante para quem se aventurava a afastar-se do grosso das tropas para procurar recursos para a alimentação ou para os mensageiros que faziam a ligação com as tropas francesas em Espanha. Massena estava assim isolado e encontrava cada vez maiores dificuldades em garantir a sobrevivência das suas tropas.
Na noite de 13 para 14 de Novembro de 1810, as tropas francesas retiraram das suas posições em diversos pontos perto das Linhas de Torres e foram ocupar posições mais à retaguarda a fim de encontrar meios de subsistência e aguardar pelos reforços pedidos. Estes nunca chegaram e, no dia 3 de Março de 1811, as tropas francesas iniciaram a retirada de Portugal. O objectivo era Ciudad Rodrigo e o percurso foi feito com as tropas anglo-lusas em sua perseguição, dando origem a numerosos confrontos entre a vanguarda aliada e a retaguarda francesa. No início de Abril, o exército de Massena tinha atravessado o rio Côa e encontrava-se acampado, a recuperar forças, na sua margem direita (Leste)  com excepção do VIII CE que se encontrava já mais perto da fronteira.  O II CE, que foi atacado pelo exército de Wellington, encontrava-se na região imediatamente a Sul da vila do Sabugal.

## As forças em presença

### As forças anglo-lusas
Wellington dispunha, para esta acção, de cinco divisões de infantaria, das quais apenas a 3ª Divisão e a Divisão Ligeira entraram em combate, especialmente esta última. As outras divisões, a 1ª (Major-general Sir Brent Spencer), a 5ª (Major-general Dunlop) e a 7ª (Major-general Sontag) não chegaram a entrar em contacto com o inimigo. Esteve presente uma pequena força de cavalaria com um efectivo de 170 sabres - 1st KGL Hussars (1 esquadrão) e 16th Light Dragoons (1 pelotão) - e uma bateria de artilharia a cavalo. As unidades de infantaria empenhadas tinham a seguinte constituição:
- 3ª Divisão de Infantaria, sob o comando do Major-general Thomas Picton. Era constituída por 7 batalhões britânicos (2/5th, 1/45th, 5/60th, 2/83rd, 1/88th, 2/88th e 1/94th) e 4 batalhões portugueses (2 do RI 9 e 2 do RI 21) organizados em três brigadas.

- Divisão Ligeira, sob comando do Major-general Sir William Erskin. Era constituída por duas brigadas de infantaria:

1ª Brigada, sob comando do Tenente-coronel Sydney Beckwith. Era constituída por 4 batalhões (1/43rd, 1/95th, 2/95th e Caçadores 3);
2ª Brigada, sob comando do Coronel George Drummond. Era constituída por 4 batalhões (1/52nd, 2/52nd, 1/95th e Caçadores 1)

### As forças francesas
O II CE, o alvo do ataque das forças anglo-lusas, estava sob o comando do General Ebenezer Reynier e era constituído por:
- 1ª Divisão de Infantaria, sob comando do General de Divisão Merle, constituída por 12 batalhões organizados em 2 brigadas;

- 2ª Divisão de Infantaria, sob o comando do General de Divisão Heudelet, constituída por 15 batalhões organizados em 2 brigadas;

- Brigada de Cavalaria, sob comando do General de Brigada Pierre Soult, constituída apenas por 2 esquadrões;

- Artilharia – 2 obuses.

## O combate
O II CE encontrava-se no planalto a Sul da vila do Sabugal, na margem Leste do rio Côa. Mais a Norte, também ao longo da margem do Côa, estava o VI CE e, na região de Alfaiates, já mais perto da fronteira espanhola, encontrava-se o VIII CE. Na região de Almeida estava o IX CE, recentemente atribuído ao exército de Massena. O objectivo de Wellington era atacar o II CE por forma a derrotá-lo antes que algum dos outros Corpos viesse em seu auxílio. Para isso, planeou contornar a ala esquerda dos franceses (o II CE) com a Divisão Ligeira reforçada com duas brigadas de cavalaria com a finalidade de atingir a retaguarda do II CE e, assim, cortar a sua linha de retirada para Alfaiates. Entretanto seria lançado o ataque pelo grosso das tropas, ao longo do Côa, a Sul do Sabugal: a 3ª Divisão devia atravessar o rio num vau cerca de 1,5 Km a Sul do Sabugal e, simultaneamente, a 5ª Divisão iria atacar através da ponte daquela vila; as 1ª e 7ª Divisões, seguiriam mais atrás, prontas a apoiar as outras duas divisões (ver Mapa). A 6ª Divisão foi colocada frente ao VI CE, simulando um ataque em toda a sua frente para, desta forma, impedir aquela unidade de prestar socorro ao II CE. Mais a Norte, um batalhão da 7ª Divisão vigiava a Ponte de Sequeiro para evitar qualquer acção dos franceses na margem ocidental do Côa ameaçando o flanco esquerdo do exército anglo-luso.

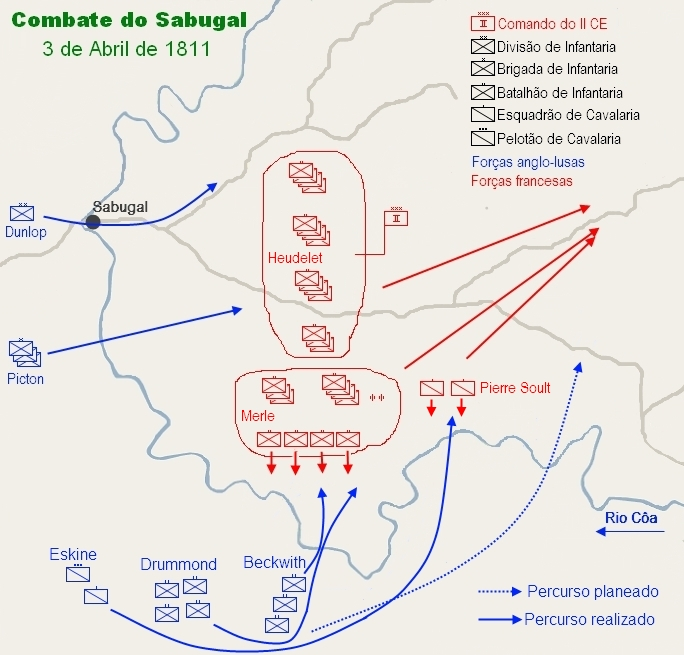
Representação esquemática do combate do Sabugal..

Para que tudo corresse conforme este plano, era necessário que a força que fazia o envolvimento - a Divisão Ligeira – fosse a primeira a atravessar o Côa mas tendo o cuidado de não se envolver em combate com as forças do II CE antes de as 3ª e 5ª Divisões entrarem em acção. Aconteceu, no entanto, que no dia 3 de Abril de manhã surgiu um nevoeiro cerrado na região. Por um lado, o nevoeiro permitiu ocultar o movimento das forças atacantes mas, por outro, dificultou a orientação das tropas. Por esta razão, os comandantes da 3ª e 5ª Divisões, resolveram não avançar e pediram instruções a Wellington. O comandante da Divisão Ligeira, pelo contrário, entendeu que as suas tropas deviam prosseguir e enviou ordens nesse sentido ao comandante das brigadas de infantaria e de cavalaria. Beckwith atravessou num vau cerca de 1,5 Km antes daquele em que devia fazer a travessia, numa passagem em que a água chegava aos braços dos homens. A brigada de Drummond atravessou no mesmo local, a seguir à de Beckwith. A cavalaria, por seu lado, perdeu muito tempo a encontrar uma passagem e atravessou o rio num ponto diferente do que estava planeado. Quando o conseguiram fazer, já a infantaria estava envolvida em combate com os franceses.
O II CE tinha montado postos de vigilância muito perto do rio e, quando a brigada de Beckwith, que se deslocava em coluna, ainda estava a atravessar o Côa, abriram fogo.  Os franceses, por se tratar apenas de postos de vigilância, foram facilmente afastados e a brigada foi disposta em linha de combate. As tropas da Divisão do General Merle, no entanto, reagiram prontamente e obrigaram a Brigada de Beckwith a defender-se, agora contra forças que lhe eram numericamente superiores. A Brigada de Drumont, que tinha percorrido uma rota diferente, chegou ao terreno nesse momento o que aliviou um pouco a pressão sobre a Brigada de Beckwith. Finalmente o nevoeiro começou a dissipar-se e foi possível ter uma ideia mais clara do que estava a acontecer. As duas brigadas de infantaria da Divisão Ligeira não se tinham dirigido para a retaguarda do II CE mas tinham avançado directamente ao encontro do seu flanco onde se encontrava a Divisão Merle. A cavalaria, com a qual se encontrava o comandante da Divisão Ligeira, estava afastada do local onde actuava a infantaria.
Quando o nevoeiro começou a levantar, Wellington apercebeu-se da situação em que se encontrava a Divisão Ligeira, empenhada contra um inimigo superior e em risco de ser envolvida pelo seu flanco esquerdo. Por esta razão deu ordem para as 3ª e 5ª Divisões iniciarem o ataque. Reynier, por seu lado, pôde ver aquelas divisões prontas a atravessar o rio. Como tinha retirado desta frente muitos dos seus batalhões para enfrentar a Divisão Ligeira, não tinha agora, perante aquelas divisões, tropas suficientes para as enfrentar. Por esta razão, deu imediatamente ordem de retirada, manobra difícil de executar para as forças empenhadas contra a Divisão Ligeira. A 5ª Divisão atravessou a ponte no Sabugal sem encontrar resistência mas desviou-se demasiado para a esquerda e não pôde ser utilizada na perseguição das forças em retirada. Este encargo caiu sobre a 3ª Divisão até que a chuva torrencial dificultou de tal forma a visibilidade e os movimentos que Wellington ordenou a todo o exército para parar.
Não só o II CE mas todo o exército de Massena reiniciou imediatamente a marcha em direcção a Ciudad Rodrigo. Pela terceira vez, sob o comando de Wellington, uma força invasora francesa era expulsa de Portugal deixando apenas uma guarnição em Almeida e que aí se manteve até ao dia 10 de Maio de 1811. No Combate do Sabugal, os franceses sofreram 72 mortos, 502 feridos e 186 prisioneiros. Perderam uma boca de fogo de artilharia que tinha sido capturada pela Brigada de Drummond. No exército de Wellington registaram-se 17 mortos, 139 feridos e 6 desaparecidos. Nestas baixas contaram-se, nas forças portuguesas, 1 morto e 9 feridos. Houve também um oficial, o Coronel Waters, que prestava serviço no estado-maior português, que foi aprisionado pelos postos avançados do VI CE que se encontrava mais a norte. Provavelmente ter-se-á perdido durante um reconhecimento, devido ao denso nevoeiro.